# Hermann Polenski
Hermann Polenski (* unbekannt; † 5. März 1954) war ein deutscher Fußballspieler und -trainer.

## Spielerkarriere
Polenski gehörte von 1910 bis 1920 der SpVgg Fürth an, für die er in der vom Verband Süddeutscher Fußball-Vereine ausgetragenen Meisterschaft zunächst in der Saison 1913/14 im Südkreis Punktspiele bestritt. Als Torwart bestritt er lediglich fünf Punktspiele, gewann am Saisonende allerdings zwei regionale Meisterschaften und die Deutsche Meisterschaft. Als Süddeutscher Meister 1914 bestritt er in der Endrunde um die Deutsche Meisterschaft das am 3. Mai 1914 bei der SpVgg 1899 Leipzig mit 2:1 gewonnene Viertelfinale.
Am 31. Mai 1914 stand er mit seiner Mannschaft im Finale keinem geringeren gegenüber, als dem Titelverteidiger aus Leipzig. Rund 6000 Zuschauer hatten sich rund um den Viktoria-Sportplatz in Magdeburg eingefunden, um dem Ereignis beizuwohnen. Karl Franz erzielte nach 17 Minuten die 1:0-Führung, die erst durch Eduard Pendorf in der 83. Minute ausgeglichen werden konnte. In der Verlängerung gelang Frigyes Weicz die abermalige Führung in der 103. Minute, die jedoch nur vier Minuten Bestand hatte, da Curt Hesse zum Ausgleich traf. Erneut war es Franz vorbehalten, auf Weicz’ Vorlage den Siegtreffer zum 3:2 in der 153. Minute zu erzielen; sieben Minuten später pfiff Schiedsrichter Curt von Paquet die Partie ab – die SpVgg Fürth war Deutscher Meister.
Von 1917 bis 1920 kam er in den vom – mit erfolgter Namensänderung 1914 – Süddeutschen Fußball-Verband durchgeführten Meisterschaften wieder zum Einsatz, zunächst zwei Spielzeiten lang im Bezirk Mittelfranken, dann, in seiner letzten Saison allerdings, in der Kreisliga Nordbayern. Diese schloss er mit seiner Mannschaft als Zweitplatzierter hinter dem ungeschlagenen nordbayerischen Meister 1. FC Nürnberg ab.
Zum Abschluss seiner Fußballerkarriere spielte er noch die Saison 1920/21 für den Liga- und Stadtrivalen MTV Fürth, der diese als Siebtplatzierter abschloss.

## Erfolge
- Deutscher Meister 1914
- Süddeutscher Meister 1914
- Ostkreismeister 1914

## Trainerkarriere
Ein Jahr nach seinem Karriereende übte er das Traineramt in der Fußballabteilung des Turnerbund Jahn Regensburg aus; als Fünftplatzierter der Saison 1922/23 stieg die Mannschaft aus der Kreisliga Südbayern ab. Seine letzte Mannschaft, die er trainierte war der 1. FC Zirndorf aus der gleichnamigen Stadt  im mittelfränkischen Landkreises Fürth in der Saison 1929/30.